# Półrocznik

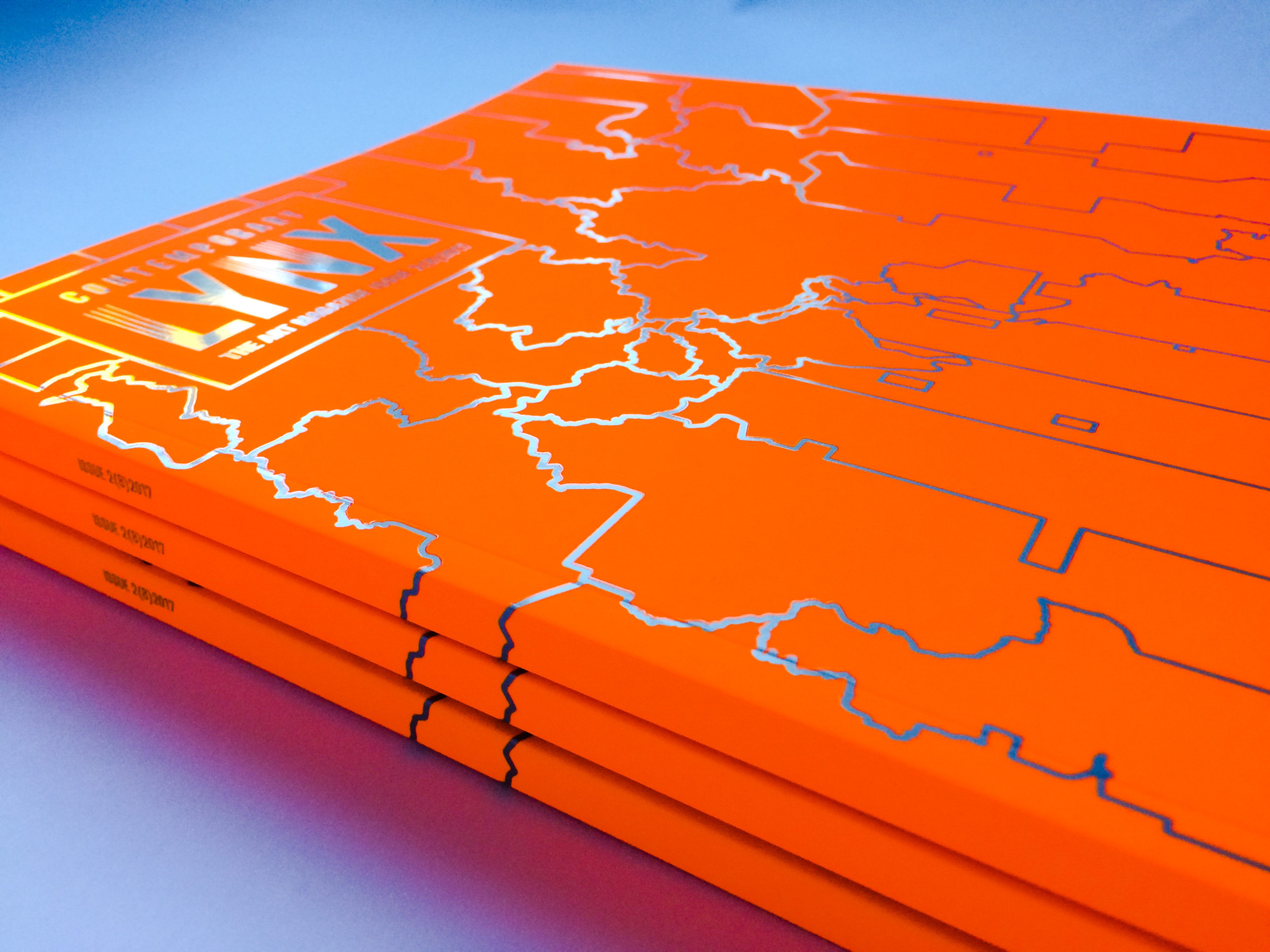
Półroczniki

Półrocznik – czasopismo ukazujące się dwa razy w roku, zazwyczaj co sześć miesięcy. 
Czasopisma tego typu to z reguły czasopisma naukowe, objęte systemem obiektywnych recenzji. Półroczniki mają często znacznie większą objętość w porównaniu z miesięcznikami.